# Негелево
Негелево — деревня в Дубенском районе Тульской области России.
В рамках административно-территориального устройства входит в Протасовский сельский округ Дубенского района, в рамках организации местного самоуправления включается в Протасовское сельское поселение.

## География
Расположен на западе региона, на реке Волхона.
Рельеф района сильно расчлененный, слегка всхолмленный, изрезанный глубокой сетью оврагов.
Климат
Климат, как и во всем районе, умеренно континентальный. Средняя температура января от −9 °C до −10,3 °C, средняя температура июля +19 °C — +20 °C. Количество осадков изменяется в пределах 450—570 мм.

## История
Негелево, согласно Закону Тульской области от 3 марта 2005 года № 537-ЗТОвходит в образованное муниципальное образование.

## Население
| 2010 |
| ---- |
| 7    |

## Инфраструктура
Личное подсобное хозяйство.

## Транспорт
Просёлочные дороги.